# Glōn Mihrān
Glōn Mihrān ou Gołon Mihrān est un général iranien qui fut marzban d'Arménie de 573 à 574.

## Biographie
En 572, Vardan Mamikonian se révolte contre le marzban Souren et le tue. Sébéos raconte que le roi sassanide Khosro Ier envoya en Arménie un de ses généraux, Mihrān Mihrevandak, à la tête d'une armée de vingt mille hommes, mais que ce dernier fut défait dans la plaine de Khalamakh, dans le Taron, par Vardan Mamikonian, qui s'empara de ses éléphants de guerre.
Un fragment de l’Histoire d'Héraclius de Sébéos semble raconter qu'ensuite, Glōn Mihrān, qui venait d'être défait en Géorgie, vint en Arménie à la tête d'une autre armée de vingt mille Perses appuyée par des éléphants de guerre avec « l'ordre  d'exterminer la population de l'Arménie, de détruire, d’abattre, de raser sans pitié le pays ». Il s'empara de la ville d'Angl, mais une lacune du texte de Sebeos ne permet pas de connaitre la suite.
René Grousset se pose la question de savoir si Mihrān Mihrevandak et Glōn Mihrān sont une même personne. En effet, la composition de l'armée (effectif, présence d'éléphants) est la même. Un interpolateur du fragment précise qu'après la lacune, Glōn Mihrān, assisté du prince Philippe de Siounie, attaque la ville de Khalamakh où il est défait. Or c'est à ce même endroit que Vardan Mamikonian bat Mihrān Mihrevandak. Mais, d'autre part, Sébéos distingue les deux généraux, et les féroces consignes données par le roi ne correspondent pas à sa mansuétude, et un autre historien, Kévork Aslan (en), raconte que le marzban « Vélon-Mihr » proclame à son arrivée en Arménie une amnistie générale pour les insurgés et les réfugiés.
Cyrille Toumanoff considère qu'il y a deux marzbans distincts. Dans un ouvrage récent, l'historienne iranienne Parvaneh Pourshariati répond par l'affirmative à la question de l'identité entre les deux marzbans et considère qu'il s'agit bien du même membre de la maison des Mihrān.